# Portucale (restaurante)
O Portucale é um restaurante do Porto, Portugal.
Ostenta uma decoração requintada, com tapeçarias de Guilherme Camarinha nas paredes, mobiliário da década de 1960, tecto em madeira exótica, e janelas rasgadas, deixando entrar a luz de toda uma cidade.
A arquitecta responsável pelo Portucale é a filha de Marques da Silva, Maria José Marques da Silva.

## Localização
É o ponto mais alto do Porto, o restaurante está situado no 14.º andar do Edifício Miradouro, na Rua da Alegria, propriedade da Cooperativa dos Pedreiros, com vistas panorâmicas de todo o Porto, mar, rio, arredores e montanhas. No Inverno é possível observar o Marão coberto de neve.